# Umiarkowanie (tarot)
Umiarkowanie – karta tarota należąca do Arkanów Wielkich, oznaczana numerem 14 (XIV).
Inne nazwy: Powściągliwość, Umiar, Równowaga, Roztropność, Córa Pojednawców.

## Wygląd
Karta przedstawia uskrzydloną postać (hermafrodytyczną lub gynandromorficzną, czasem interpretowaną jako anioł) w czerwonej tunice i pelerynie (z zielono-niebieską podszewką) przelewającą wodę ze srebrnego w złote naczynie. Czasem postać stoi nad wodą, trzymając jedną stopę zanurzoną, drugą zaś – suchą .

## Znaczenie
Symbolika częściowo odwołuje się do ikonografii cnoty umiarkowania, niesie jednak również dodatkowe znaczenia ezoteryczne .
- Postać wyraża połączenie przeciwieństw (coniunctio oppositorum)[4] ,
- Na czole postaci znajduje się znak (krąg) solarny[4] ,
- Przelewanie wody między naczyniami jest transformacją porządku lunarnego (srebrne naczynie) w solarny (naczynie złote). Porządek lunarny oznacza tu formy zmienne i porządek uczuć, a porządek solarny formy stałe i porządek rozumowy[4] ,
- Woda nad którą stoi postać jest oceanem wypełnionym życiodajnym płynem[4] ,
- Symbolika wody nawiązuje do zodiakalnego wodnika, z którym wiązana jest cnota umiarkowania[4] ,
- Innym powiązaniem jest łączenie postaci z Indrą, hinduskim bogiem oczyszczenia[4] .
- Znaczenia arkany wiążą ją z uniwersalnym życiem, przemianą, cyrkulacją poprzez kształtowanie, regeneracją, oczyszczeniem[4] .

## Galeria

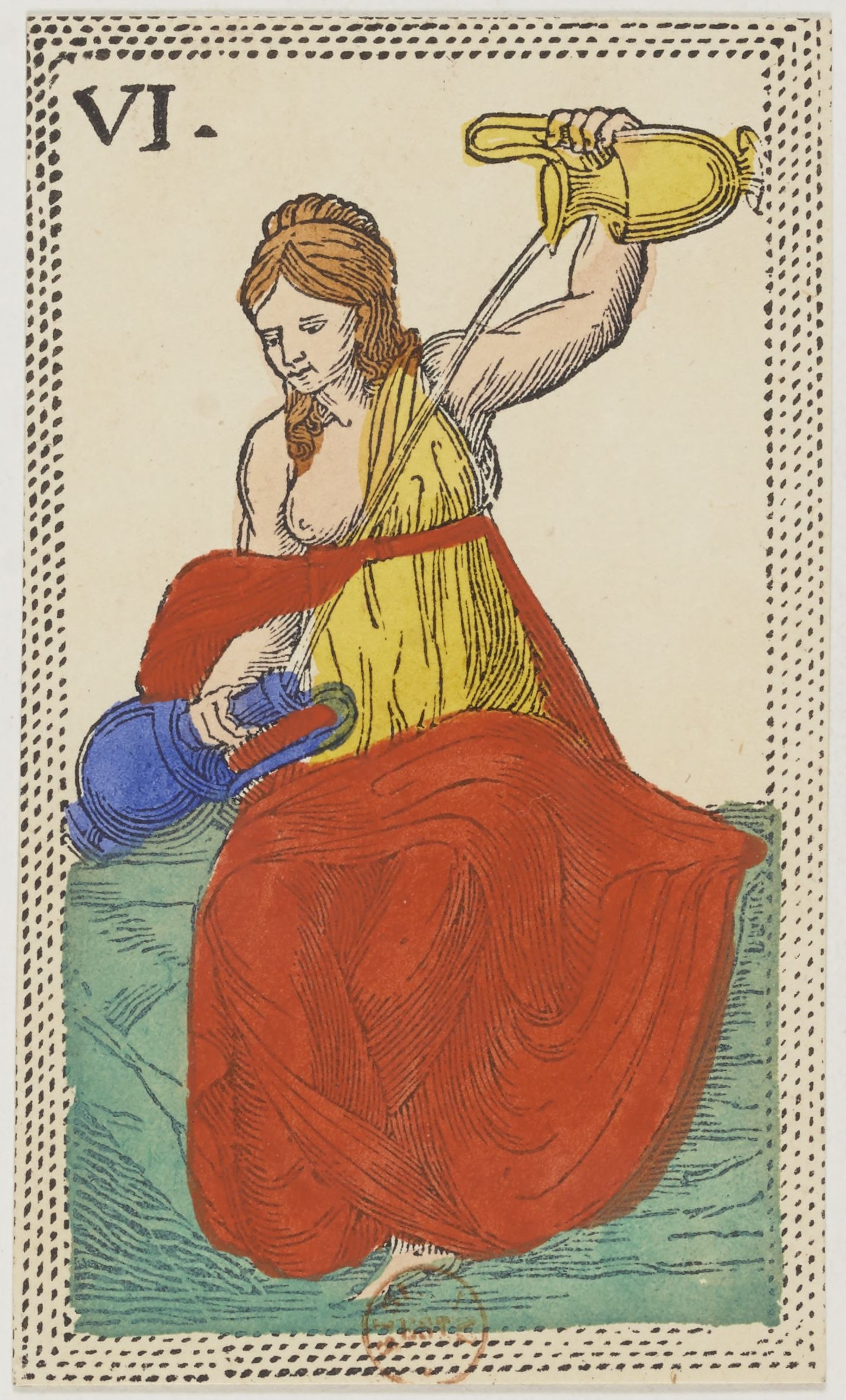
Umiarkowanie z talii Minchiate di Florence
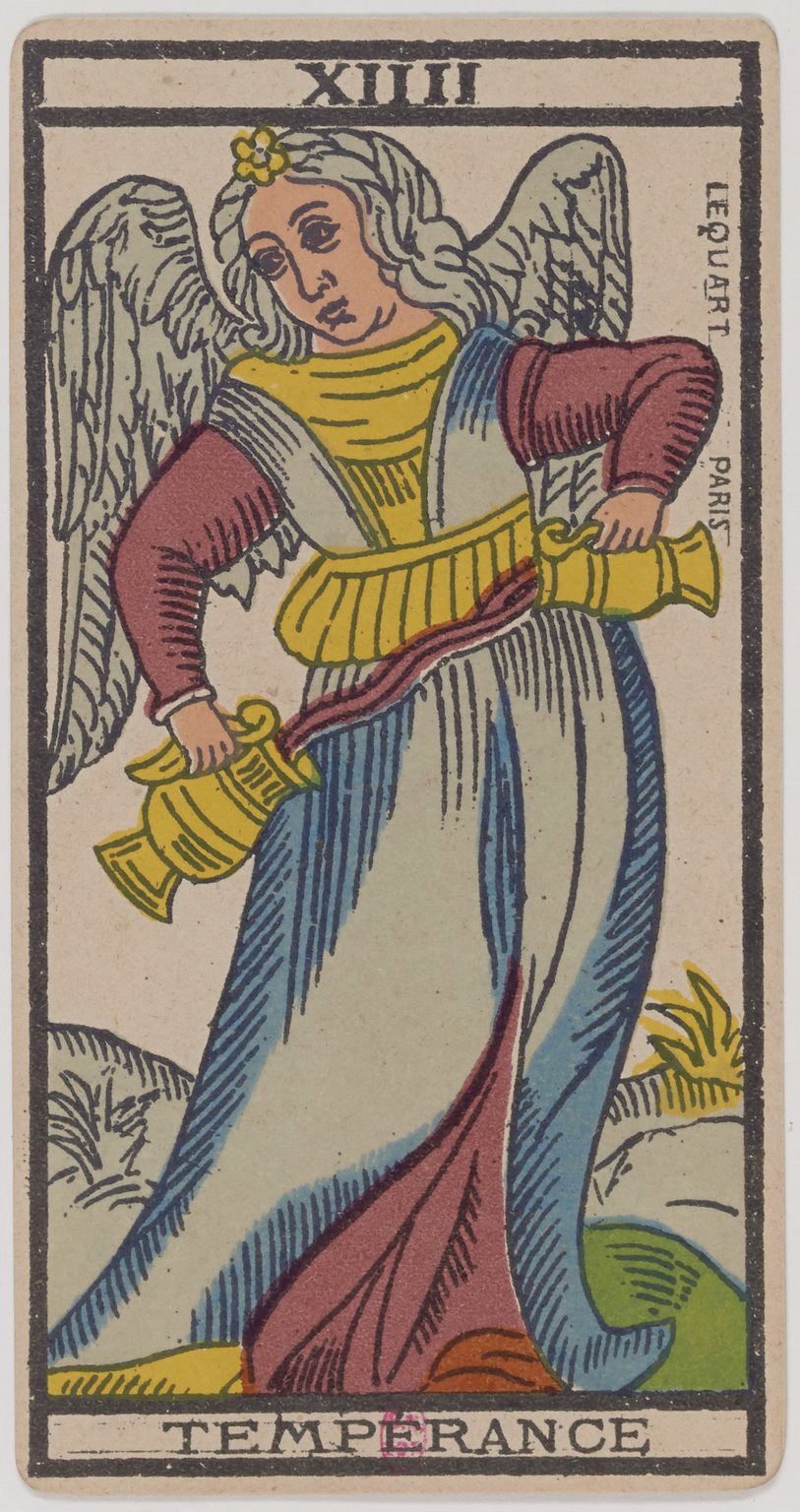
Powściągliwość z talii tarota marsylskiego
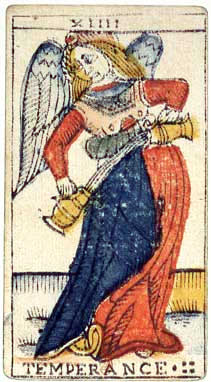
Powściągliwość z talii tarota marsylskiego Jeana Dodala (XVIII wiek)
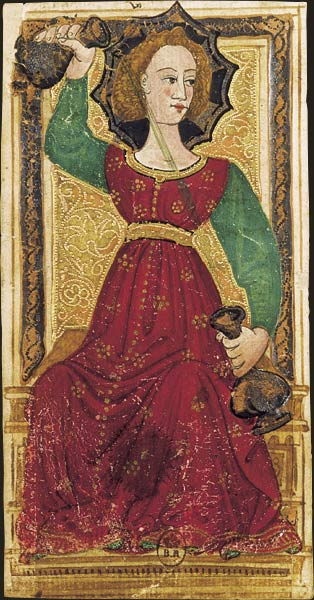
Umiarkowanie z talii Karola VI (XV wiek)
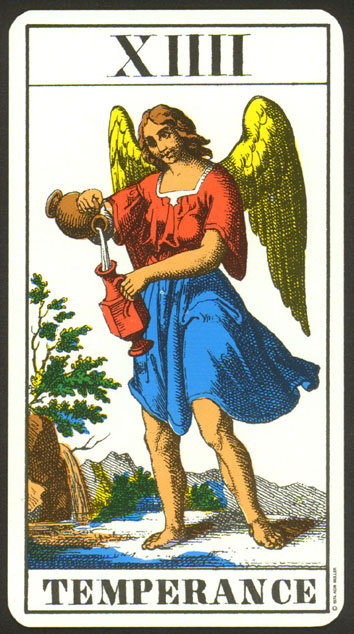
Umiarkowanie z talii tarota 1JJ (tarot szwajcarski)